# Thisio

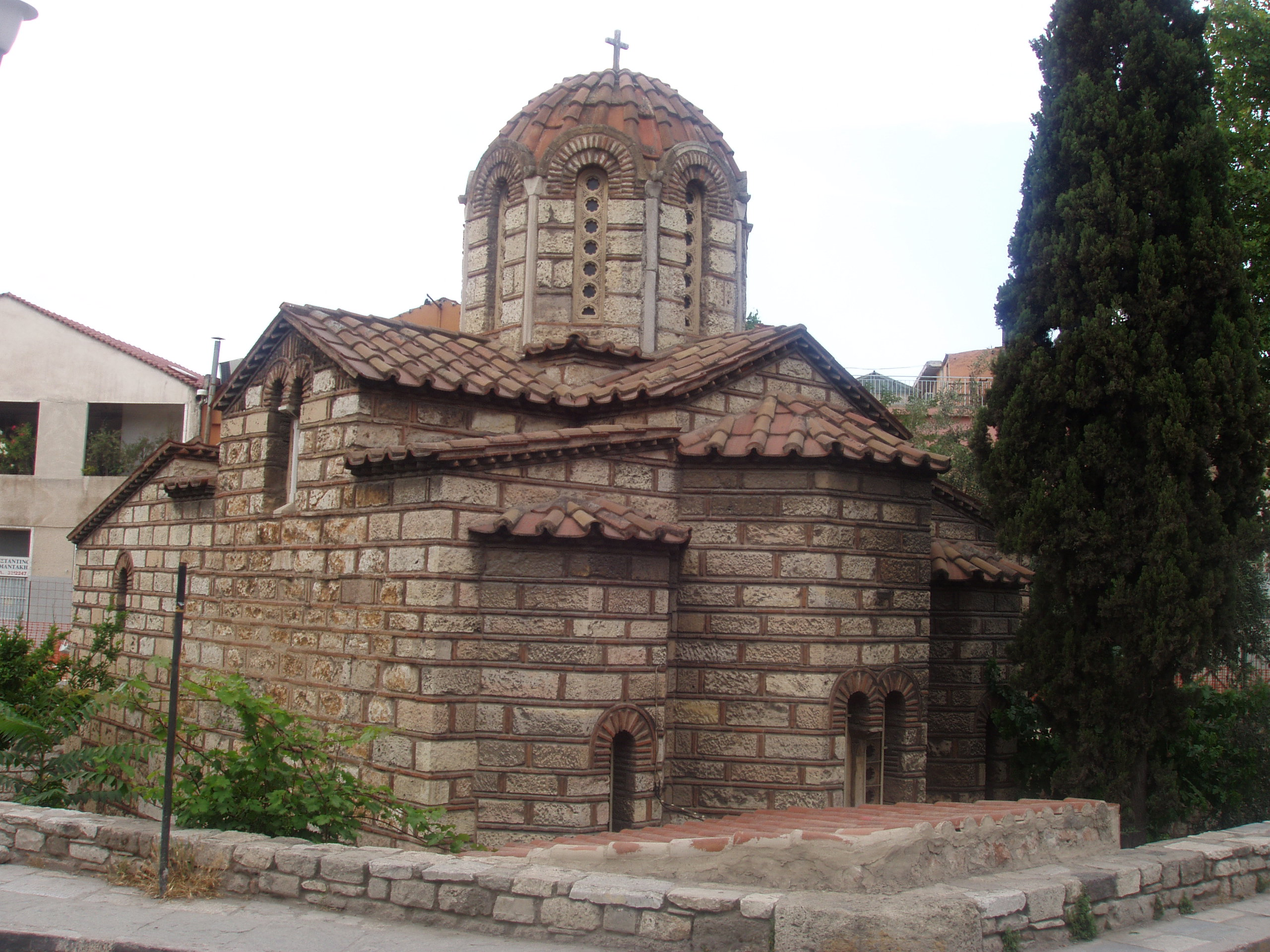
Església a Thisio

Thisio (grec: Θησείο) és el nom d'un barri del centre d'Atenes, Grècia, al nord-oest de l'Acròpoli. La zona compta amb cafeteries i altres serveis d'oci que són freqüentats principalment durant l'estiu. A Thisio hi ha una estació de l'ISAP (tren de rodalia Atenes - el Pireu) amb el mateix nom.